# Entremet
En entremet (eller entremets, från fornfranska entremet, bokstavligt översatt "mellan serveringar") är en mindre mellanrätt. På franska och engelska är det även synonym för en dessert eller annan söt rätt. Ursprungligen var det en form av mellanrätt som skulle underhålla i egenskap av sitt utseende och var mycket vanliga i överklassens måltider i det medeltida och tidigmoderna Europa. Ursprungligen bestod en entremet ofta av exempelvis frumenty (en typ av vetegröt som åts som tillbehör till kött) som färgades och smaksattes med dyra och exotiska kryddor. Under senmedeltiden utvecklades entremeten till enormt invecklade och storslagna kreationer, som gigantiska modeller av borgar och slott med musiker, vinfontäner och olika former av mat i olika allegoriska scener. Mot slutet av medeltiden hade entremeten på många håll i Europa upphört att vara något ätbart, och utvecklats till rena bordsdekorationer och påkostade framträdanden (därav ursprunget till bl.a. italienska intermezzo). Båda dessa senare typer av entremeter fungerade som middagsunderhållning vid större banketter, ofta fulla av symbolik som skulle bekräfta makt och kunglighet.

## Historik

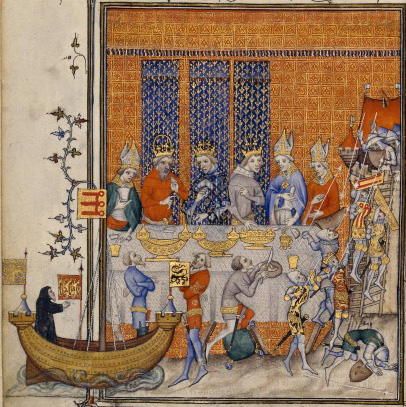
Uppförandet av en storslagen entremet på Karl V:s bankett 1378; illumination från Grandes Chronique, sent 1300-tal.

Rätter som en form av underhållning återfinns redan i det tidiga skedet av det Romerska riket. Den romerske författaren Petronius beskrev i Satyricon en helstekt kanin som utsmyckats så att den skulle se ut som den mytologiska bevingade hästen Pegasos. Den tidigaste detaljerade beskrivningen av en entremet är från ca 1300, i en av de tidiga versionerna av Le Viandier, en mycket inflytelserik medeltida kokbok. Den ger instruktion i hur man tillagar en relativt enkel rätt; kokt och sen stekt kycklinglever med hackat inkråm och mald ingefära, kanel, kryddnejlikor, vin, verjus (saften av omogna druvor), köttbuljong och äggulor med kanel på. Resultatet skulle enligt kokboken bli starkt gul i färgen Ännu enklare rätter, som hirs kokat i mjölk och kryddat med saffran var också klassat som en entremet. Det som är typiskt för de tidigaste entremeterna är att fokus låg inte så mycket på smak, som att de skulle ha klara, bjärta färger. Senare skulle de utvecklas till fullfjädrad matskulptering i form av påfåglar eller svanar som flåtts, tillagats och sen blivit klädda i sin egen fjäderskrud (eller fyllts med läckrare kött) och serverats så att de skulle framstå som levande. Det förekom även scener som porträtterade människor i olika roller, exempelvis en riddare i form av en grillad kapun (en kastrerad hantupp) som utrustats med hjälm och lans av papper, sittande på en helstekt griskulting.
Från ca 1300 började entremeterna även utvecklas till mer symboliska (och ofta oätliga) former av underhållning. 1306, när Edvard I:s son utnämndes till riddare, ingick uppförande av chanson de geste (en typ av hövisk riddardiktning) i vad som har tolkats som en form av entremet. Under 1300-talet tog de an allt mer teatraliska former med teaterrekvisita, skådespelare, sångare, mimare och dansare. Vid en bankett, anordnad av Karl V av Frankrike till kejsar Karl IV:s ära 1378, rullades mellan en av serveringarna en gigantisk och mycket detaljerad modell av Jerusalem in framför middagsgästerna. Därefter seglade skådespelare som skulle föreställa Godfrey av Bouillon och hans riddare in på ett modellskepp och uppförde en tolkning av stormningen av Jerusalem under första korståget 1099.
Mot slutet av medeltiden hade kulturen i de adliga och kungliga hoven raffinerats betydligt. Kraven från mäktiga härskare och deras kräsna gäster på allt större och mer spektakulära framträdanden ledde till allt mer förfinade, nästan överdådiga skapelser. Chiquart, kock till Amadeus VIII, hertigen av Savojen, beskrev i Du fait du cuisine ("Om kokkonst") från 1400-talet en storslagen entremet som kallades Kärleksslottet. Den bestod av en enorm modell av ett slott med fyra torn som bars in av fyra män. Slottet innehöll förutom fyra unga sångare som spelade varsitt instrument en helstekt griskulting, en svan som tillagats och klätts i sina egna fjädrar, ett ugnsstekt vildsvinshuvud och en gädda som tillretts på tre olika sätt utan att den delats, och alla fyra sprutade eld. Uppe på murarna satt standar med hertigens och gästernas respektive vapen och inuti slottet fanns ett helt menagerie av olika uppstoppade (och ätbara) fåglar och en fontän som sprutade rosenvatten och kryddat vin.